# Capital International Airport
Capital International Airport 
(IATA: CCE, ICAO: HECP), (arabiska: مطار العاصمة الدولي) är en internationell flygplats omkring 45 kilometer öster om Egyptens huvudstad Kairo.
Flygplatsen, som främst betjänar Egyptens nya huvudstad, skall avlasta Kairos internationella flygplats och den nybyggda Sphinx International Airport i närheten av pyramiderna i Giza.
Flygplatsen öppnade för inrikestrafik under en kortare försöksperiod med början den 9 juli 2019 och invigdes officiellt den 29 juni 2020 av president Abd al-Fattah al-Sisi. Den ägs av Egyptens väpnade styrkor och drivs av Egyptian Airports Company.
Terminalbyggnaden har en golvyta på 3 500 m² och kan för närvarande (2021) hantera 300 passagerare per timme.